# Karine Daniel
Karine Daniel, née le 22 juin 1974 à Nantes, est une économiste et femme politique française membre du Parti socialiste. Elle est sénatrice depuis 2023 et était députée de la troisième circonscription de la Loire-Atlantique de 2016 à 2017.

## Biographie
Née à Nantes dans une famille d'agriculteurs originaires de Guémené-Penfao, elle passe sa jeunesse « en milieu rural ».

### Formation et activités universitaires
Elle étudie successivement au lycée Guy-Mocquet à Châteaubriant, passe un diplôme d'études universitaires générales (DEUG) à l'université de Nantes, puis une licence et maîtrise à  Montpellier, elle est aussi titulaire d'un diplôme d'études approfondies (DEA) en économie du système alimentaire et de l’environnement (1997, université Montpellier 1), d'un doctorat en sciences économiques (2001, université Panthéon-Sorbonne et effectue une année universitaire dans l'Iowa aux États-Unis) et de l'habilitation à diriger des recherches (HDR, université d'Angers), elle est enseignante-chercheuse à l'École supérieure d'agriculture d'Angers (ESA).

### Vie privée
Mariée, elle a deux filles et vit dans le quartier de Bellevue, situé à cheval entre Nantes et Saint-Herblain.

### Carrière politique

#### Débuts
Elle adhère au Parti socialiste (PS) en 2000. Elle intègre la section Nantes-Ouest du parti.
Adjointe au maire de Nantes chargée de l'enseignement supérieur, la recherche, l'Europe et les relations internationales, et élue du quartier Bellevue - Chantenay - Sainte-Anne depuis 2008, elle est également vice-présidente de Nantes Métropole déléguée aux relations internationales, l'Europe, l'enseignement supérieur et recherche depuis 2012.
À l'occasion du congrès de Poitiers de 2015, elle devient porte-parole de la motion D du PS, La Fabrique socialiste.

#### Election à l'Assemblée nationale
Jean-Marc Ayrault ayant été nommé ministre le 11 février 2016, et son suppléant, Jean-Pierre Fougerat, étant mort, une élection législative partielle est organisée le 24 avril, que remporte Karine Daniel avec 55,44 % des voix face à Mathieu Annereau. Cette victoire est obtenue avec 75 % d'abstention des électeurs, et 12 % de votes blancs ou nuls.
Conformément aux engagements pris le lendemain de son élection, elle démissionne de ses mandats municipaux et métropolitains.

#### Tentatives de retours à la chambre basse
Candidate aux élections législatives de juin 2017, elle est éliminée dès le premier tour, derrière Anne-France Brunet (LREM) et Martine Gourdon (FI).
En 2022, elle est désignée par les socialistes pour représenter le PS sur la troisième circonscription de la Loire-Atlantique. Néanmoins, elle doit céder sa place à Ségolène Amiot (LFI) dans le cadre de l'accord avec la NUPES.

#### Entrée au Sénat
Le 24 septembre 2023 elle est élue sénatrice de la Loire-Atlantique sur la liste d'union de la gauche « Ensemble, engagés pour nos territoires » conduite par le sortant Ronan Dantec.
Elle fait partie du groupe Socialiste, écologiste et républicain, et siège à la commission de la culture, de l'éducation, de la communication et du sport, ainsi qu'à celle des affaires européennes.

## Synthèse des résultats électoraux

### Élections législatives
| Année | Parti | Parti | Circonscription           | 1er tour | 1er tour | 1er tour | 2d tour | 2d tour | 2d tour  | Issue |
| Année | Parti | Parti | Circonscription           | Voix     | %        | Rang     | Voix    | %       | Rang     | Issue |
| ----- | ----- | ----- | ------------------------- | -------- | -------- | -------- | ------- | ------- | -------- | ----- |
| 2016  |       | PS    | 3e de la Loire-Atlantique | 6 573    | 30,41    | 1re      | 11 142  | 55,44   | 1re      | Élue  |
| 2017  | 6 510 | PS    | 3e de la Loire-Atlantique | 13,75    | 4e       |          |         |         | Éliminée |       |

## Travaux
- Karine Daniel et Lionel Fontagné (dir.), Politique agricole et localisation des activités dans l'Union européenne : une analyse en économie géographique (thèse de doctorat en sciences économiques), Paris, université Panthéon-Sorbonne, 2001, 247 p. (OCLC 492111967)
- Karine Daniel, Localisation et dynamiques spatiales des activités agricoles et agro-alimentaires en France et en Europe : effets des politiques publiques (mémoire d'habilitation à diriger des recherches en sciences économiques), Angers, université d'Angers, 2013, 57 p. (présentation en ligne)